# Niala Collazo Hidalgo-Gato
Niala Collazo Hidalgo-Gato (* 12. August 1983 in Playa, Havanna) ist eine kubanische Schachspielerin, die seit Juli 2003 in Spanien lebt und seit April 2007 für den spanischen Schachverband spielt.

## Leben
Niala Collazo Hidalgo-Gato hat einen Master-Abschluss in Grafikdesign (Master en Diseño Gráfico y Web). Ihr Schachverein in Spanien, mit dem sie in andalusischen Ligen spielt, ist der Club Reverté-Albox. In der spanischen Mannschaftsmeisterschaft 2018 spielte Collazo für Oromana Schneider Electric. Sie unterrichtet Schach an der Schachschule Escuela de Ajedrez im Madrider Stadtteil Fuencarral und organisiert Schachturniere in Madrid.

## Erfolge
Im Jahr 2000 gewann sie die kubanische U20-Meisterschaft der weiblichen Jugend, 2001 wurde sie panamerikanische U18-Meisterin im argentinischen Departamento Guaymallén. Seit 2003 trägt sie den Titel Internationaler Meister der Frauen (WIM). Die Normen erzielte sie alle im Jahr 2003: bei der kubanischen Meisterschaft der Frauen in der Provinz Villa Clara im März mit Übererfüllung, beim 22. Internationalen Open im August in Collado Villalba und beim 11. Internationalen Turnier im September in Albacete.
Mit der spanischen Frauennationalmannschaft nahm sie an der Mannschaftseuropameisterschaft 2015 in Reykjavík und der Schacholympiade 2016 in Baku teil.
Ihre Elo-Zahl beträgt 2162 (Stand: März 2020). Sie liegt damit auf dem zwölften Platz der spanischen Elo-Rangliste der Frauen. Ihre bisher höchste Elo-Zahl war 2272 im Juli 2003 sowie von Juni bis August 2016.